# カリプソ・メディア
カリプソ・メディア（独: Kalypso Media）は、カリプソメディアグループ（独: Kalypso Media Group GmbH）を中心としたドイツのコンピュータゲーム会社。 2006年に業界のベテランのサイモン・ヘルウィグ、ステファン・マーシネクによって設立された。代表作は『シンズ・オブ・ア・ソーラーエンパイア』、 『ダンジョンズ』、 『エアラインタイクーン2』、『バルダーダッシュ』、『トロピコ3』、『トロピコ4』、『トロピコ5』。

## 歴史
カリプソ・メディアは2006年夏に、フランクフルト/ライン＝マイン大都市圏のヴォルムスに設立された。従業員数は120名以上。 販売会社をイギリス、アメリカ合衆国、日本に持っており、オンライン流通ネットワークで繋いでいる。ドイツに3つの自社開発スタジオを持っている。
- Realmforge Studios（オランダ語版）はミュンヘンにある。『M.U.D TV』(2010年)、『ダンジョンズ』(2011), 『ダーク』(2013年)、 『ダンジョンズ2』(2015年)、『ダンジョンズ3』(2017)を開発した。
- Gaming Minds Studios（オランダ語版）はギュータースローにある。アスカロン・エンターテイメントを原型とし、2009年に設立。『ダークスターワン ブロークンアライアンス』、『パトリシアンIV』、『ポートロイヤル3』、『ライズ オブ ベニス』、『グランドエイジ メディーバル』、『レイルウェイ エンパイア』を開発した。
- Noumena Studios（英語版）は、ベルリンに存在していた。シルバースタイルエンターテイメント(1993-2010)を原型としている。2014年にSkilltree Studiosに改称し、2016年3月に閉鎖した。

## 作品

### 2007年
- Jack Keane (2007)
- Hollywood Pictures 2 (2007)
- Campus (2007)
- Star Assault (2007)
- Theatre of War (2007)

### 2008年
- Winter Challenge 2008 (2008)
- AGON - The Lost Sword of Toledo (2008)
- Imperium Romanum (2008)
- Political Machine 2008 (2008)
- Racing Team Manager (2008)

### 2009年
- トロピコ3 (2009)
- Time of Shadows (2009)
- Dawn of Magic 2 (2009)
- Ceville (2009)
- Grand Ages: Rome (2009)

### 2010年
- Disciples III (2010)
- Pole Position 2010 (2010)
- DarkStar One: Broken Alliance (Xbox 360) (2010)
- Patrician IV: Conquest by Trade (2010)
- Darkfall (2010) - Online Distribution only
- M.U.D. TV (2010)

### 2011年
- Global Ops: Commando Libya (2011)
- Airline Tycoon II (2011)
- Air Conflicts: Secret Wars (2011)
- トロピコ4 (2011)
- バルダーダッシュXL (2011)
- Revolution Under Siege (2011)
- Patrician IV: Rise of a Dynasty (2011)
- The First Templar (2011)
- Elements of War (2011)
- Dungeons (2011)
- Dungeons - The Dark Lord (2011)

### 2012年
- Anna (2012)
- Sine Mora (2012)
- Legends of Pegasus (2012)
- Hard Reset: Extended Edition (2012)
- ポートロイヤル3 (2012)
- Jurassic Park: The Game (2012)
- Jagged Alliance: Back in Action (2012)

### 2013年
- Dark (2013)
- Rise of Venice (2013)
- Alien Spidey (2013)
- Dollar Dash (2013)
- Omerta - City of Gangsters (2013)

### 2014年
- トロピコ5 (2014)

### 2015年
- Crookz (2015)
- グランドエイジ メディーバル (2015)
- Dungeons 2 (2015)

### 2017年
- Dungeons 3 (2017)
- Vikings: Wolves of Midgard (2017)
- サドン ストライク4 (2017)
- Urban Empire (2017)

### 2018年
- レイルウェイ エンパイア (2018)

### 2019年
- トロピコ6(2019)